# Sabine Lepsius

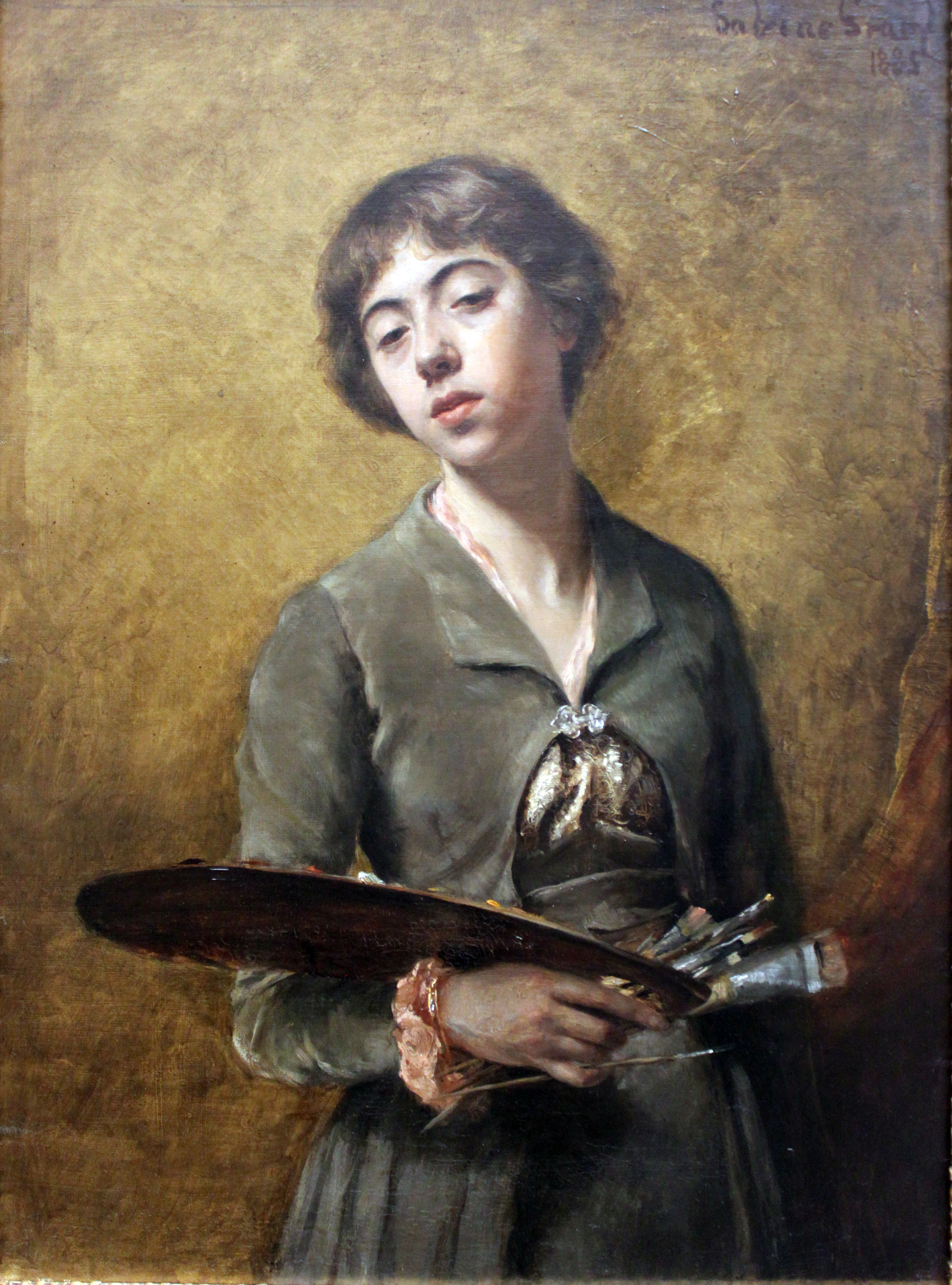
Sabine Graef: Selbstbildnis, 1885

Sabine Lepsius (geb. Graef; * 15. Januar 1864 in Berlin; † 22. November 1942 in Bayreuth) war eine vom Impressionismus beeinflusste deutsche Porträtmalerin und Salonnière.

## Leben
Sabine Graef war die Tochter des Historien- und Porträtmalers Gustav Graef und seiner Ehefrau, der Malerin und Lithografin Franziska Graef, geb. Liebreich (1824–1893), die aus einer angesehenen assimilierten jüdischen Familie stammte. Ihr Werdegang wurde vom bürgerlich-künstlerischen Milieu bestimmt, in dem sie aufgewachsen war. Von ihrem Vater ausgebildet, zeigte sie schon im Alter von 21 Jahren ihre Schöpfungskraft in einem souverän gemalten Selbstbildnis. 1892 heiratete sie den Maler Reinhold Lepsius. Um die Jahrhundertwende waren beide Künstler mit ihren impressionistischen Porträts im Stil Liebermanns und Slevogts in Finanz- und Industriekreisen beliebt. Ihr Bruder war der Kunsthistoriker und Archäologe Botho Graef.

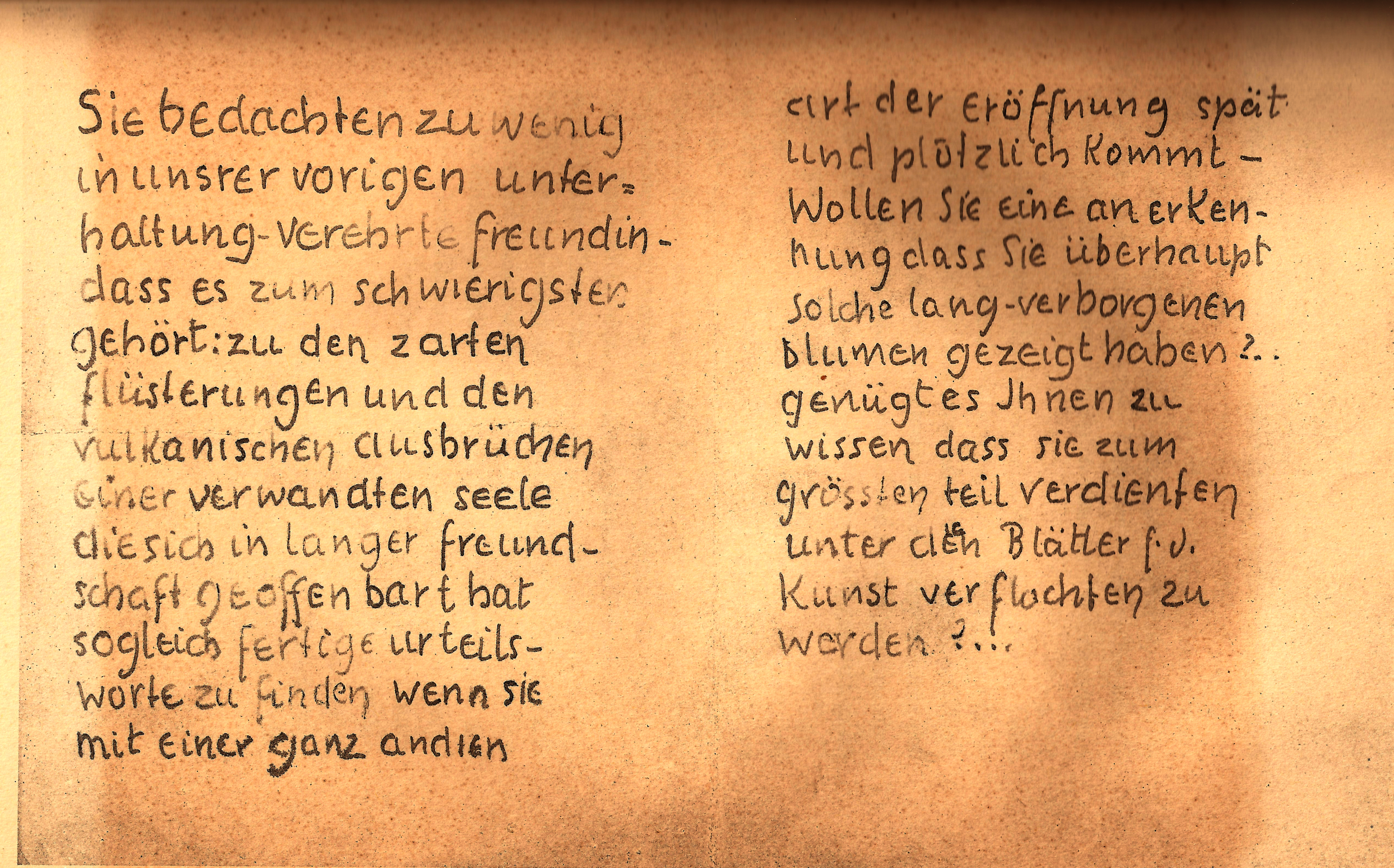
Brief Stefan Georges an Sabine Lepsius, um 1900

1897 wurde ihr Sohn Stefan geboren, benannt nach dem Dichter Stefan George. Stefan Lepsius fiel Anfang April 1917 im Ersten Weltkrieg. Nach Ansicht der Mutter führte dies acht Tage später zum Herzinfarkt ihres Bruders Botho Graef. Die Malerin war eine begeisterte Anhängerin Georges, mit dem sie freundschaftlich verbunden war. 1898 malte sie sein Porträt, das später zu einem Bestandteil der Sammlung des Frankfurter Städel-Museums wurde. Einige Jahre lang hielt der Lyriker während seiner Aufenthalte in Berlin zeremonielle Lesungen bei dem Künstlerehepaar ab. Ihren Briefwechsel und die Geschichte ihrer Freundschaft hat Sabine Lepsius im Jahr 1935 publiziert.
Der Salon von Sabine Lepsius in Berlin-Westend war um 1900 ein gesellschaftlicher Fixpunkt. Hier trafen sich Geistesgrößen wie der Soziologe Georg Simmel, der Philosoph Wilhelm Dilthey, der Architekt des Jugendstils August Endell und der Lyriker Rainer Maria Rilke. Seit ihren Jugendtagen war die Künstlerin mit Lili du Bois-Reymond, der jüngsten Tochter von Sebastian Hensel, befreundet. Im Jahr 1902 zog die Familie Lepsius nach Westend, in ein Doppelhaus, das Lilis Eltern gehörte – Julie Hensel, geb. von Adelson, und Sebastian Hensel, einem Mendelssohn-Nachkommen.
Sabine Lepsius gehörte 1898 zu den 65 Gründungsmitgliedern der Berliner Secession, an deren Ausstellungen sie bis 1913 regelmäßig teilnahm.
Das Werk ist nur noch zu kleinen Teilen erhalten, da die Auftraggeber der von ihr gemalten 130 Damen- und 60 Herrenporträts und der 90 Kinder- und Jugendbilder größtenteils jüdische Familien waren, die in der Zeit des Nationalsozialismus emigrieren und ihre Haushalte auflösen mussten.

## Schriften
- Vom deutschen Lebensstil. Seemann & Co., Leipzig 1916.
- Stefan George: Geschichte einer Freundschaft. Verlag Die Runde, Berlin 1935.
- Ein Berliner Künstlerleben um die Jahrhundertwende: Erinnerungen. Georg Müller Verlag, München 1972.

## Galerie

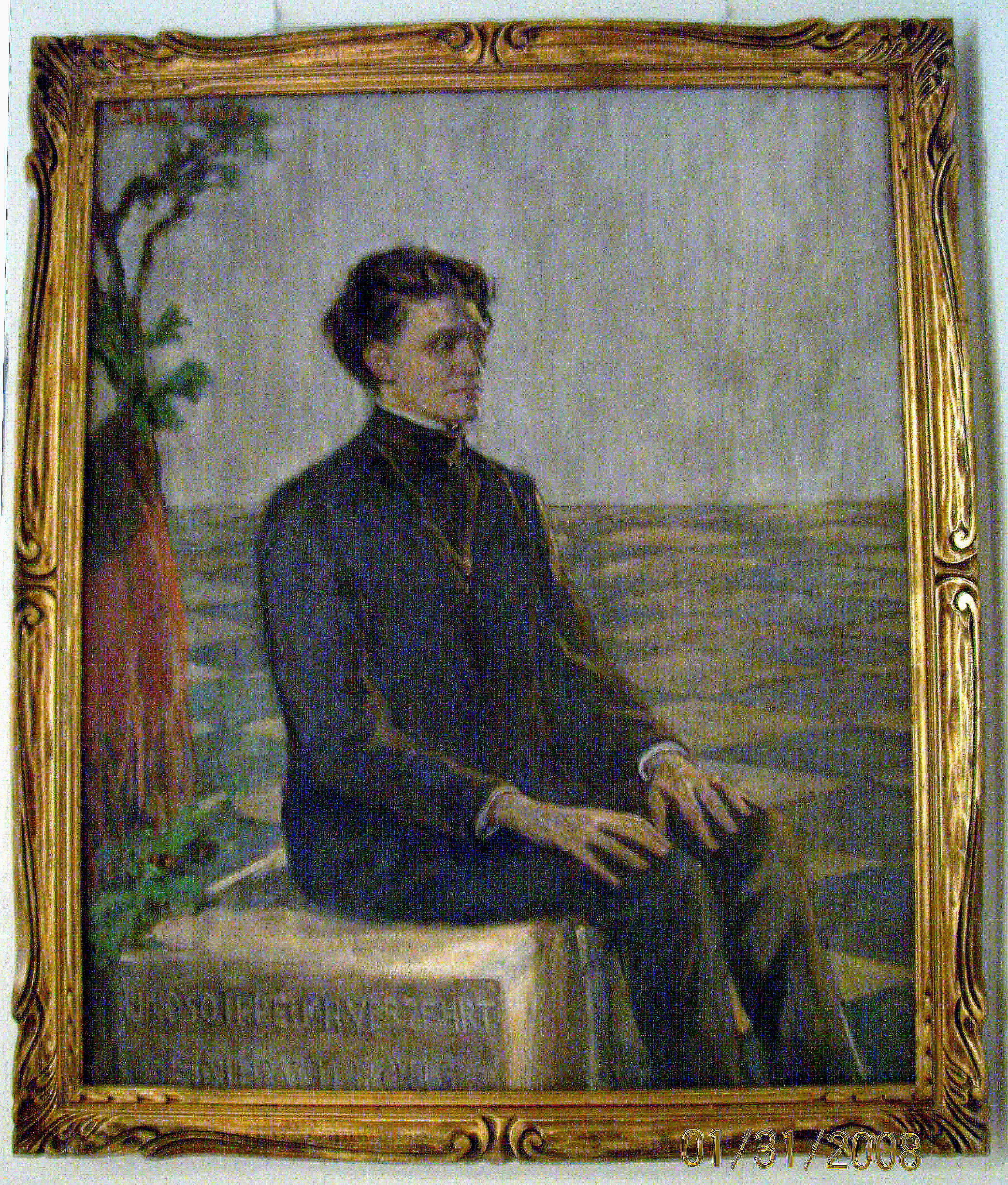
Sabine Lepsius: Porträt Stefan Georges, 1898
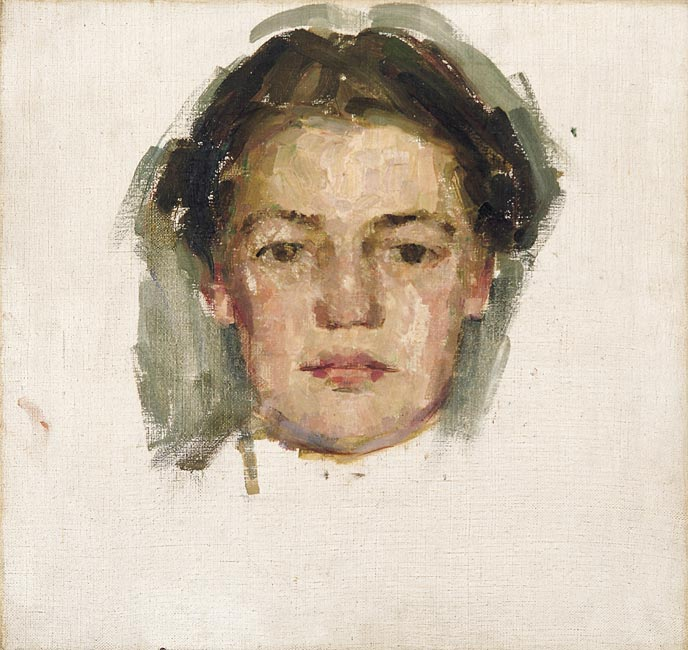
Sabine Lepsius: Porträt Mathilde Vollmoellers, etwa 1900
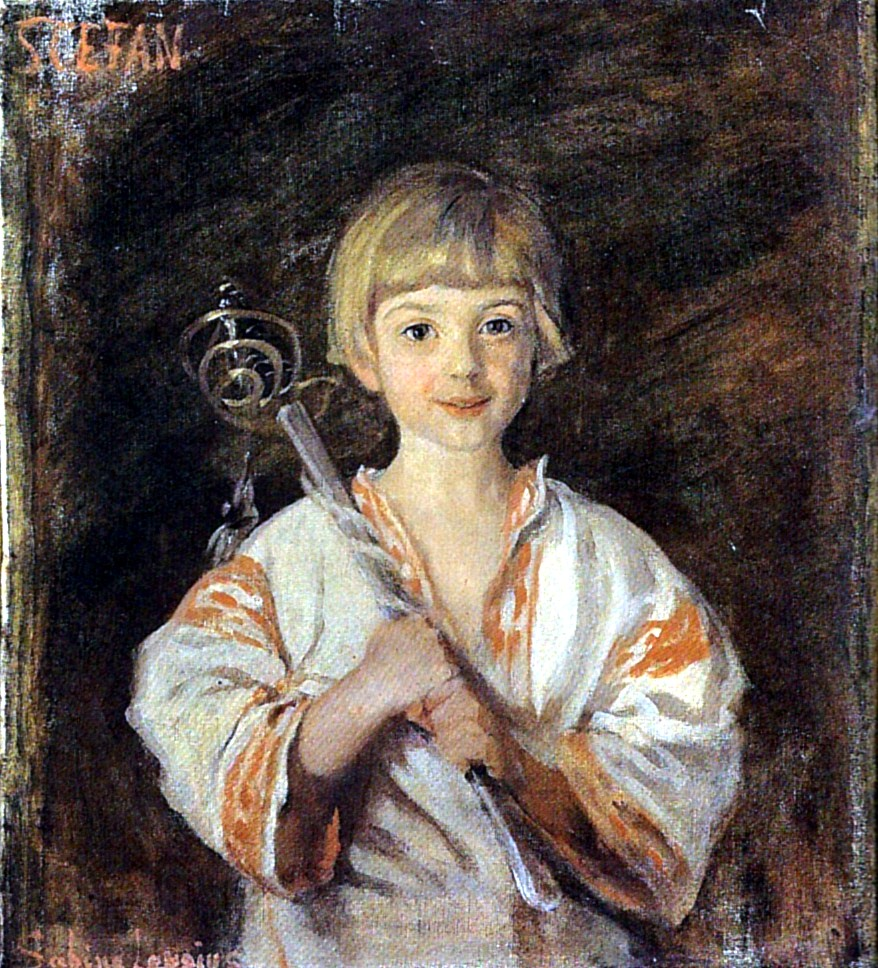
Sabine Lepsius: Bildnis ihres Sohnes Stefan (1897–1917)